# René Heuvelmans
René Heuvelmans (ur. 26 sierpnia 1939 w Meerhout) – belgijski kolarz szosowy, brązowy medalista mistrzostw świata.

## Kariera
Największy sukces w karierze René Heuvelmans osiągnął w 1964 roku, kiedy wspólnie z Albertem Van Vlierberghe, Rolandem De Neve i Rolandem Van De Rijse zdobył brązowy medal w drużynowej jeździe na czas na mistrzostwach świata w Sallanches. Był to jednak jedyny medal wywalczony przez niego na międzynarodowej imprezie tej rangi. Ponadto w 1960 roku wygrał wyścig Bruksela-Drieslinter, a trzy lata później był najlepszy w Omloop der Vlaamse Gewesten. Nigdy nie wystąpił na igrzyskach olimpijskich. Jako zawodowiec startował w latach 1963-1968.